# Johan Widman
Johan Widman var en svensk fajansmålare.
Widman var en av de ledande fajansmålarna vid Mariebergs porslinsfabrik på 1760-talet. Han är representerad med arbeten vid Röhsska konstslöjdmuseet i Göteborg och vid Museum für Kunst und Gewerbe Hamburg.  